# Gadi Kinda
Gadi Kinda (Adís Abeba, 23 de marzo de 1994-Tel Aviv, 20 de mayo de 2025) fue un futbolista etíope, nacionalizado israelí, que jugaba en la demarcación de centrocampista para el Maccabi Haifa F. C. de la Liga Premier de Israel.

## Selección nacional
Tras jugar con la selección de fútbol sub-18 de Israel, la sub-19 y la sub-21 finalmente hizo su debut con la selección absoluta el 5 de junio de 2021 en un partido amistoso contra Montenegro. El partido acabó con un resultado de 1-3 a favor del combinado israelí tras el gol de Fatos Bećiraj para Montenegro, y de Eran Zahavi, Manor Solomon y del propio Kinda para Israel.

### Goles internacionales
| # | Fecha                   | Estadio                                                | Oponente   | Gol | Resultado | Competición                         |
| - | ----------------------- | ------------------------------------------------------ | ---------- | --- | --------- | ----------------------------------- |
| 1 | 5 de junio de 2021      | Stadion pod Goricom, Podgorica, Montenegro             | Montenegro | 1-3 | 1-3       | Amistoso                            |
| 2 | 21 de noviembre de 2023 | Estadio Nacional de Andorra, Andorra la Vieja, Andorra | Andorra    | 0-2 | 0-2       | Clasificación para la Eurocopa 2024 |

## Clubes
| Club                 | País           | Año       | Partidos | Goles |
| -------------------- | -------------- | --------- | -------- | ----- |
| FC Ashdod            | Israel         | 2011-2019 | 183      | 12    |
| Beitar Jerusalem FC  | Israel         | 2019-2020 | 31       | 8     |
| Sporting Kansas City | Estados Unidos | 2020-2023 | 80       | 16    |
| Maccabi Haifa F. C.  | Israel         | 2024-2025 | 60       | 6     |

## Fallecimiento
En mayo de 2025 el Maccabi Haifa FC anunció que Kinda tenía complicaciones médicas. Después se reveló que Kinda padecía de cáncer, la causa de su muerte.